# Klaus Siebold
Klaus Siebold (* 12. September 1930 in Laubusch; † 23. Juni 1995 in Spremberg) war ein deutscher Politiker (SED). Er war Minister für Kohle und Energie der DDR.

## Leben
Siebold studierte nach einer Ausbildung zum Bergmann an einer Bergingenieurschule und an der Parteihochschule „Karl Marx“, die er als Bergingenieur bzw. als Diplom-Gesellschaftswissenschaftler abschloss. Seit 1952 war er hauptamtlicher SED-Funktionär. Von 1957 bis 1959 wirkte er als Leiter eines Braunkohlewerkes, danach war er bis 1963 Leiter für Kohleindustrie beim Volkswirtschaftsrat (VWR) bzw. bei der Staatlichen Plankommission. Von 1963 bis 1965 war er stellvertretender Vorsitzender des VWR für den Bereich Kohle und Energie. Von Dezember 1965 bis 1971 war er Minister für Grundstoffindustrie und von November 1971 bis 1979 Minister für Kohle und Energie.
Im April 1978 unterzeichnete er in Maputo eine Vereinbarung über die Entsendung weiterer DDR-Spezialisten nach Mosambik. Seit Januar 1978 hatten Bergleute aus der DDR in den Steinkohlegruben von Moatize die Folgen einer Schlagwetterexplosion beseitigt, bei der im Jahr zuvor über 100 mosambikanische Bergleute den Tod gefunden hatten. Als Vorsitzender der DDR-Seite des Gemeinsamen Wirtschaftsausschusses DDR–Mosambik weilte Siebold 1978 noch zweimal in Mosambik und wurde jedes Mal von Präsident Samora Machel empfangen.
Wegen der Energiekrise im Winter 1978/79 wurde er abgelöst. Siebold hatte, als die Schneefälle im Januar 1979 die Stromversorgung der DDR gefährdeten, Flächenabschaltungen angeordnet. Dadurch fielen zahlreiche Pumpen der Fernheizungen aus und Familien mussten aus ihren kalten Wohnungen evakuiert werden. In den kalten Ställen war zudem das Jungvieh erfroren, in den Legebatterien die Hühner. Vor Beginn der Schneekatastrophe wurde Siebold auf der 9. Tagung des ZK der SED am 13./14. Dezember 1978 noch vom Kandidaten des Politbüros Werner Walde ausdrücklich gelobt. Auf der 10. Tagung des ZK am 27. April 1979 kam dann die Kritik von Erich Honecker, der dazu aufforderte, die Leitungstätigkeit im Bereich des Ministeriums für Kohle und Energie entscheidend zu verbessern. „Plötzliche Abschaltungen dürfen gar nicht erst notwendig werden.“ Am 28. Juni 1979 erfolgte seine Abberufung als Minister durch den Vorsitzenden des Ministerrates Willi Stoph. Während seine Ablösung ohne Würdigung erfolgte, wurde dem ebenfalls abberufenen stellvertretenden Vorsitzenden der Staatlichen Plankommission Kurt Fichtner für seine geleistete Arbeit gedankt. Siebold wurde danach in die Industrie versetzt, unter anderem arbeitete er als Direktor des Braunkohlewerkes in Welzow.
Bei der Volkskammerwahl 1990 war er erfolgloser Kandidat der PDS im Wahlkreis Cottbus.

## Auszeichnungen
Siebold wurde mit dem Vaterländischen Verdienstorden in Bronze (7. Oktober 1964), in Silber (1971) sowie in Gold (7. Oktober 1974) ausgezeichnet.